# 尖药兰属
尖药兰属（学名：Diphylax）是兰科下的一个属，为陆生兰。该属仅有尖药兰（Diphylax urceolata）一种，分布于印度和中国云南。